# The Lost Future
The Lost Future (Nederlands: De Verloren Toekomst, alternatief: The Planet of the Future) is een sciencefictionfilm van de Amerikaanse televisiezender Syfy uit 2010.
De film is van Duitse makelij, werd geregisseerd door Mikael Salomon en speelt zich af in het jaar 2510 in een post-apocalyptische wereld waarin de mensheid terug leeft zoals in de steentijd.

## Verhaal
Halfweg de 21e eeuw bereikt de beschaving een hoogtepunt en wordt biotechnologie aangewend om uitgestorven dieren terug te brengen. Daarbij wordt per ongeluk een virus gecreëerd dat in geen tijd over de wereld raast en de mens verandert in een zombieachtige mutant. Dat virus kan zowel via de lucht als via verwondingen overgebracht worden op gezonde mensen, die daarop zelf muteren. In het eerste geval duurt dit dagen, in het tweede nog geen uur.
Een paar eeuwen later getuigen enkel ruïnes nog van de vroegere beschaving en leven de weinige gezonde mensen verstopt voor de mutanten die immer jacht op hen maken als jager-verzamelaars zoals in de steentijd. Kaleb en zijn zus Miru leven in een stam in wat ooit het nationaal park Grey Rock was. De stam wordt geleid door Uri, die een zoon, Savan, heeft. Kalebs vader is drie jaar eerder vertrokken om de wereld te verkennen en nooit teruggekeerd. Keleb zelf voelt ook de drang om op zoek te gaan naar andere mensen, ondanks dat de stamouderen beweren dat zij de enigen zijn.
Als de stam op een dag wordt aangevallen door mutanten komt onder meer Uri om het leven en barricaderen de overlevenden zich in een daarvoor bedoelde grot. Enkel Kaleb, Savan en Dorel raken niet op tijd binnen en vluchten. Als de mutanten hen aanvallen worden ze gered door Amal, die hen in veiligheid brengt in zijn huis dat achter een rivier ligt. Hij legt hun uit dat de mutanten bang zijn van water. In het huis ontmoeten ze Amals vrouw Neenah en hun zoon Persk. Neenah is ontstemd omdat Amal hen in gevaar brengt door mogelijk geïnfecteerden mee te brengen.
Amal vertelt het drietal dat hij immuun is voor het virus omdat hij geel poeder heeft ingeademd. Dat poeder is ontwikkeld door Kalebs vader Jamal die samen met Amal en anderen een genootschap vormden met als doel de mens te wapenen tegen de mutanten en zo terug een hogere beschaving te bereiken. Ze werden echter verraden door Gagen die het poeder meenam naar een ruïnestad waar hij het voor zichzelf en zijn eigen mensen houdt.
Kaleb, Savan en Dorel reizen erheen en vragen Gagen het poeder te mogen gebruiken om henzelf, want het drietal begint steeds meer symptomen te vertonen, en hun stam te redden. In ruil belooft Kaleb er meer van te zullen maken, al is het niet eens zeker dat hij dat wel kan. Gagen weigert dan ook, maar met behulp van Gagens dochter kunnen ze het poeder stelen en ermee vluchten. Tijdens hun vlucht wordt Savan met een kruisboog neergeschoten waarop hij omkomt. Kaleb en Dorel slagen erin hun stam te bereiken en hen het poeder toe te dienen. Gagen en zijn mannen vallen de stam aan en Amal redt Kalebs leven door er snel voor te springen. Kaleb reageert zeer snel door een bijl naar Gagen te gooien, waarop laatstgenoemde sterft.
Op het einde van het verhaal zien we dat Amal de aanval overleefd heeft en dat Kaleb eropuit trekt om het werk van zijn vader te gaan voortzetten.

## Rolverdeling
| Acteur            | Personage | Opmerkingen |
| ----------------- | --------- | --- |
| Sam Claflin       | Kaleb     | Protagonist en spoorzoeker wiens vader de stam verliet om de wereld te verkennen. Dankzij zijn vader is hij wel de enige van zijn stam die kan lezen. |
| Corey Sevier      | Savan     | Zoon van het stamhoofd en de beste jager in de stam.                                                                                                  |
| Annabelle Wallis  | Dorel     | Savans vrouw. |
| Eleanor Tomlinson | Miru      | Kalebs zus. |
| Tertius Meintjes  | Uri       | Savans vader en stamhoofd. Hij sterft als de stam wordt aangevallen door de beesten.                                                                  |
| Sean Bean         | Amal      | Vriend van Kelebs vader zaliger die hen uitleg verschaft en naar Gagen leidt.                                                                         |
| Jessica Haines    | Neenah    | Amals vrouw die met haar man en zoon in een afgelegen vervallen kerk woont.                                                                           |
| Jonathan Pienaar  | Gagen     | Antagonist die het begeerde gele poeder stal van Kalebs vader en voor zichzelf houdt.                                                                 |
| Hannah Tointon    | Giselle   | Gagens dochter. |